# دوين وود
دوين وود (بالإنجليزية: Duane Wood)‏ هو لاعب كرة قدم أمريكية أمريكي، ولد في 20 سبتمبر 1937 في ويلبورتون في الولايات المتحدة، وتوفي في 23 يوليو 2012 في ماكالستر في الولايات المتحدة.

## وصلات خارجية
- دوين وود على موقع مرجع كرة القدم المحترفة.كوم (الإنجليزية)